# Dean Barkley
Dean Malcolm Barkley, né le 31 août 1950 à Annandale, est un homme politique américain du Minnesota.

## Biographie
Après des études de droit à l'université du Minnesota, Dean Barkley devient avocat. Barkley aura plusieurs autres professions au cours de sa carrière : dirigeant d'une station de lavage, lobbyiste à la législature du Minnesota ou encore chauffeur de bus,.
Lors des élections de 1992, Barkley se présente en indépendant à la Chambre des représentants fédérale. Il réunit 16,1 % des voix, derrière le républicain Rod Grams (44,4 %) et le démocrate sortant Gerry Sikorski (33,2 %). La même année, il fonde l'Independence Party of Minnesota,.
Il candidate sans succès au Sénat des États-Unis sous les couleurs de l'Independence Party (ou du Reform Party) en 1994 (5 %) et 1996 (7 %),. En 1998, il dirige la campagne victorieuse de Jesse Ventura pour le poste de gouverneur du Minnesota. Une fois gouverneur, Ventura le nomme dans son administration comme directeur de l'Office of Strategic and Long Range Planning.
Le 4 novembre 2002, Barkley est nommé par le gouverneur Ventura pour finir le mandat du sénateur démocrate Paul Wellstone, mort dans un accident d'avion. Il prête serment le 5 novembre et sert jusqu'au 3 janvier 2003. Le républicain Norm Coleman, élu en novembre, lui succède.
En 2008, Barkley reçoit l'investiture de l'Independence Party pour l'élection sénatoriale. Il dispose de fonds de campagne nettement moins importants que ses principaux concurrents, le républicain sortant Norm Coleman et l'humoriste démocrate Al Franken. Le 4 novembre 2008, il rassemble environ 15 % des suffrages, derrière les deux autres candidats à 42 %. Selon les sondages de sortie des urnes, il attire davantage de démocrates que de républicains, mais la majorité de ses électeurs n'auraient voté ni pour Coleman ni pour Franken si Barkley n'avait pas été candidat. Franken ne sera déclaré vainqueur de l'élection qu'en juin 2009, après un recomptage des bulletins et une bataille judiciaire.
Après l'élection, Barkley rejoint un cabinet d'avocats à Bloomington. En 2012, il se présente à la Cour suprême du Minnesota, mais il est battu par le sortant Barry Anderson (59 % contre 41 %).